# Anaea portia
Anaea portia är en fjärilsart som beskrevs av Fabricius 1775. Anaea portia ingår i släktet Anaea och familjen praktfjärilar. Inga underarter finns listade i Catalogue of Life.